# FA-region
Funktionella analysregioner (förkortas FA-regioner) är en geografisk indelning av Sverige som skapades av Nutek (numera Tillväxtverket). Ursprungligen benämndes de LA-regioner men då det lätt kunde förväxlas med SCB:s LA-regioner (lokala arbetsmarknadsregioner), vilka uppdateras årligen, ändrades benämningen till FA-regioner vid revideringen 2005. Sedan april 2009 är det den statliga myndigheten Tillväxtanalys som ansvarar för regionindelningen.
Antalet FA-regioner har minskat med åren:
| År   | Beteckning | Antal FA-regioner |
| ---- | ---------- | ----------------- |
| 1998 | FA98       | 81                |
| 2005 | FA05       | 72                |
| 2015 | FA15       | 60                |

2015 skedde den senaste revideringen och tillika den första under myndigheten Tillväxtanalys ansvar. Denna indelning benämns ibland som FA15. Målet med indelningen är att den ska kunna ligga fast och vara aktuell i cirka 8 till 12 år.
En FA-region är en grupp av kommuner som på sikt kan antas vara självförsörjande vad gäller arbetstillfällen och arbetskraft. Vid revideringen 2015 baseras indelningen på en prognos av de riktade kommunala pendlingsströmmarna, beräknade utifrån samma metod SCB använder för att framställa sina LA-regioner. Prognosberäkningarna genomfördes av Raps modellsystem utifrån de antaganden som Finansdepartementet och Konjunkturinstitutet slagit fast till Långtidsutredningen från 2015. Därefter kontrollerades materialet mot samverkande pendlingsströmmar, geografisk sammankoppling och långsiktiga infrastrukturplaner som på ett eller annat sätt bedömdes kunna påverka pendlingsbeteendet under den tid då FA15 antas vara aktuell.  
Regionindelningen används vid planering av kommunikationer och vid statistiska prognoser och konsekvensanalyser av bruttoregionprodukt, sysselsättning, tillgång till social service med mera. Indelningen ansluter till kommunindelningar men kan överskrida länsgränser. 

## Indelningen från 2015
- Kod Namn
- 1101 Malmö-Lund
- 1115 Göteborg
- 1123 Stockholm
- 2202 Kristianstad-Hässleholm
- 2204 Älmhult-Osby
- 2206 Halmstad
- 2213 Jönköping
- 2214 Borås
- 2216 Trollhättan-Vänersborg
- 2219 Linköping-Norrköping
- 2221 Nyköping-Oxelösund
- 2222 Eskilstuna
- 2224 Västerås
- 2225 Örebro
- 2226 Karlskoga
- 2227 Karlstad
- 2232 Ludvika
- 2233 Avesta-Hedemora
- 2234 Falun-Borlänge
- 2236 Gävle
- 2242 Sundsvall
- 2248 Umeå
- 2255 Luleå
- 2303 Karlskrona
- 2310 Oskarshamn
- 2311 Västervik
- 2312 Vimmerby
- 2318 Skövde-Skara
- 2344 Örnsköldsvik
- 2349 Lycksele
- 2352 Skellefteå
- 2356 Haparanda
- 2359 Gällivare
- 2360 Kiruna
- 3405 Ljungby
- 3408 Växjö
- 3409 Kalmar
- 3417 Lidköping-Götene
- 3441 Östersund
- 3507 Värnamo
- 3520 Gotland
- 3528 Västlandet
- 3529 Torsby
- 3531 Vansbro
- 3535 Mora
- 3537 Bollnäs-Ovanåker
- 3538 Hudiksvall
- 3539 Ljusdal
- 3543 Kramfors
- 3545 Sollefteå
- 3557 Överkalix
- 3630 Malung-Sälen
- 3640 Härjedalen
- 3646 Strömsund
- 3647 Åsele
- 3650 Vilhelmina
- 3651 Storuman
- 3653 Arvidsjaur
- 3654 Arjeplog
- 3658 Jokkmokk

## Indelningen från 2005

Sveriges indelning i FA-regioner 2005-2015.

Vid indelningen 2005 fanns följande 72 FA-regioner (ordningsföljden är länsvis, motsvarande länsbokstävernas ordning):
1. Stockholm
2. Nyköping
3. Eskilstuna
4. Linköping
5. Värnamo
6. Jönköping
7. Vetlanda
8. Tranås
9. Älmhult
10. Ljungby
11. Växjö
12. Kalmar
13. Vimmerby
14. Västervik
15. Oskarshamn
16. Gotland
17. Karlskrona
18. Kristianstad
19. Malmö
20. Halmstad
21. Göteborg
22. Borås
23. Trollhättan
24. Lidköping
25. Skövde
26. Strömstad
27. Bengtsfors
28. Årjäng
29. Eda
30. Karlstad
31. Torsby
32. Hagfors
33. Filipstad
34. Örebro
35. Hällefors
36. Karlskoga
37. Västerås
38. Fagersta
39. Vansbro
40. Malung
41. Mora
42. Falun
43. Avesta
44. Ludvika
45. Gävle
46. Söderhamn
47. Hudiksvall
48. Ljusdal
49. Sundsvall
50. Kramfors
51. Sollefteå
52. Örnsköldsvik
53. Östersund
54. Härjedalen
55. Storuman
56. Lycksele
57. Dorotea
58. Vilhelmina
59. Åsele
60. Sorsele
61. Umeå
62. Skellefteå
63. Arvidsjaur
64. Arjeplog
65. Luleå
66. Överkalix
67. Övertorneå
68. Haparanda
69. Pajala
70. Jokkmokk
71. Gällivare
72. Kiruna

### Delregioner
Flera av FA-regionerna är dessutom indelade i delregioner som var och en utgör en fungerande arbetsmarknad. Detta resulterade i totalt 93 delregioner år 2005.
FA-regionerna har kategoriserats i fem regionfamiljer: 
- Storstadsregioner
- Större regioncentrum
- Mindre regioncentrum
- Småregioner − privat sysselsättning
- Småregioner − offentlig sysselsättning